# زیرشیروانی

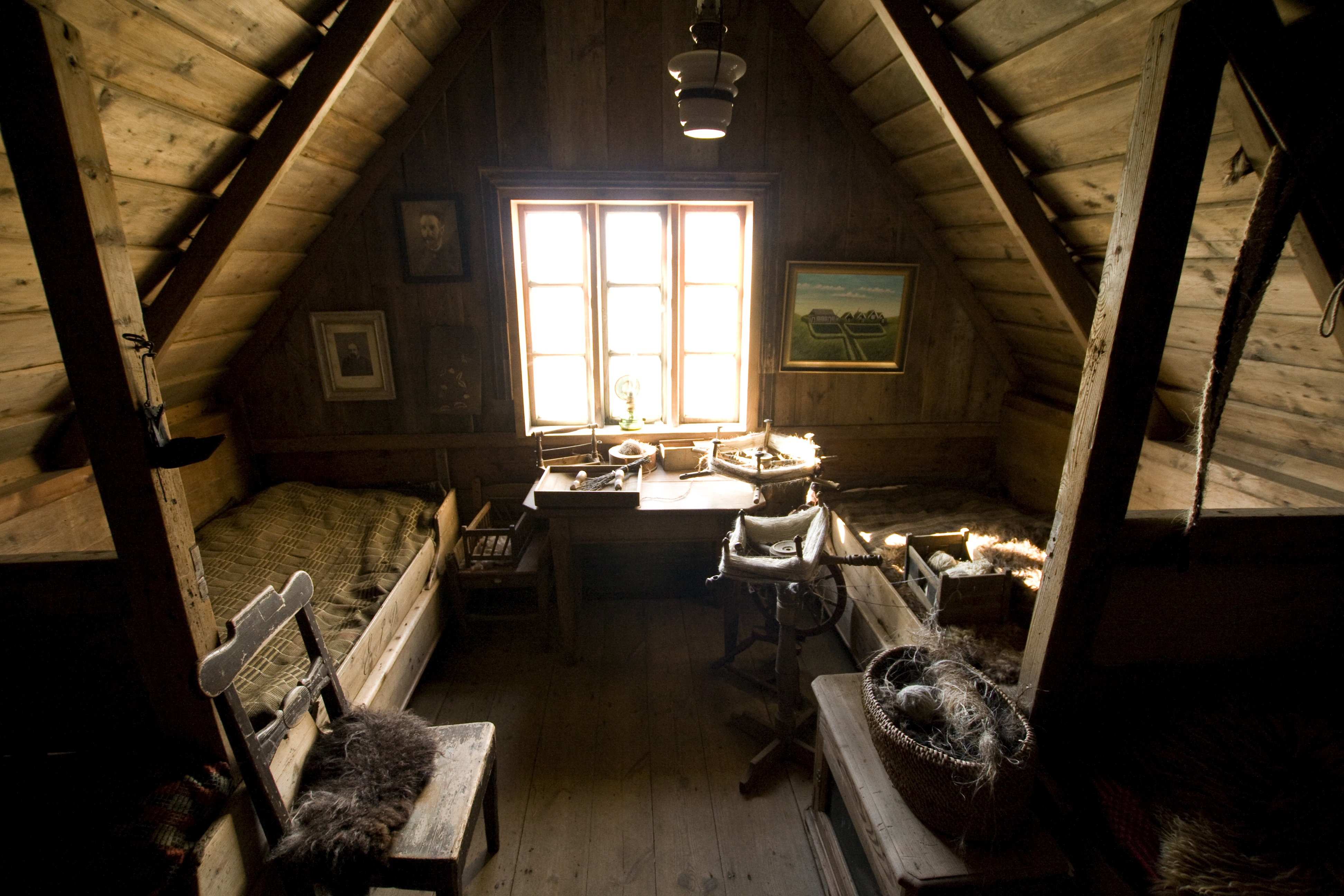
یک اتاق خواب زیرشیروانی

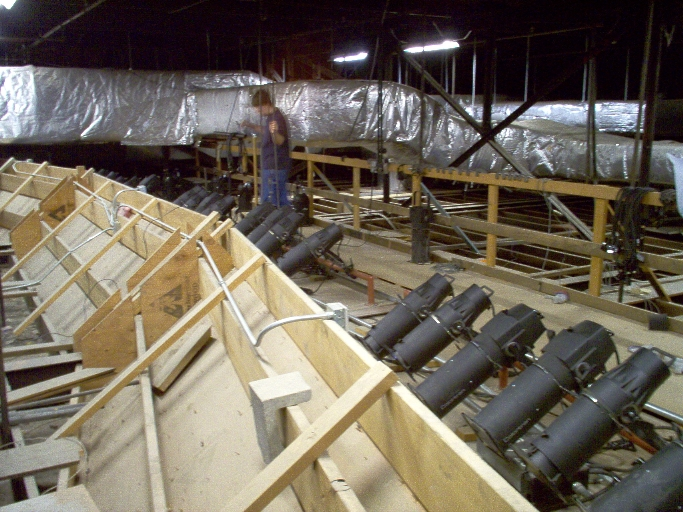
زیرشیروانی یک تئاتر، نورافکن‌ها و کانال‌های هواکش معمولاً در این بخش قرار دارند.

در خانه‌های با سقف شیروانی به اتاقی که در بالاترین طبقه و در زیر سقف شیبدار قرار دارد زیرشیروانی گفته می‌شود.
زیرشیروانی معمولاً به عنوان انباری و برای انبار وسایل کم‌استفاده خانه استفاده می‌شود. امروزه دستگاه آبگرمکن را هم معمولاً در زیرشیروانی قرار می‌دهند.
اگر با تخته و چوب، اتاقی در بخش زیرشیروانی درست کرده باشند به آن اتاق زیرشیروانی یا بالاخانه گفته می‌شود.
در ساختمان‌های همگانی مانند تئاترها و تماشاخانه‌هایی که سقف شیروانی دارند، تجهیزاتی که نباید در صحنه دیده شوند را معمولاً در محدوده زیرشیروانی جای می‌دهند.
استفاده از زیرشیروانی به عنوان اتاق و یا یک واحد مسکونی کوچک بیشتر در انگلستان و غرب اروپا رایج است.